# Olympische Sommerspiele 2012/Teilnehmer (Israel)
| Gelbes Symbol für Goldmedaillen mit stilisierten Olympischen Ringen | Graues Symbol für Silbermedaillen mit stilisierten Olympischen Ringen | Braundes Symbol für Bronzemedaillen mit stilisierten Olympischen Ringen |
| ------------------------------------------------------------------- | --------------------------------------------------------------------- | ----------------------------------------------------------------------- |
| —                                                                   | —                                                                     | —                                                                       |

Israel nahm in London an den Olympischen Spielen 2012 teil. Es war die insgesamt 15. Teilnahme an Olympischen Sommerspielen. Das Nationale Olympische Komitee Israels nominierte 38 Athleten in zehn Sportarten.
Fahnenträger bei der Eröffnungsfeier war der Windsurfer Shahar Zubari.

## Teilnehmer nach Sportarten

### Badminton
| Athleten        | Wettbewerb | Gruppenphase | Gruppenphase | Achtelfinale  | Achtelfinale  | Viertelfinale | Viertelfinale | Halbfinale    | Halbfinale    | Finale        | Finale        | Rang |
| Athleten        | Wettbewerb | Punkte       | Rang         | Gegner        | Ergebnis      | Gegner        | Ergebnis      | Gegner        | Ergebnis      | Gegner        | Ergebnis      | Rang |
| --------------- | ---------- | ------------ | ------------ | ------------- | ------------- | ------------- | ------------- | ------------- | ------------- | ------------- | ------------- | ---- |
| Männer          |            |              |              |               |               |               |               |               |               |               |               |      |
| Misha Zilberman | Einzel     | 0:2          | 3            | ausgeschieden | ausgeschieden | ausgeschieden | ausgeschieden | ausgeschieden | ausgeschieden | ausgeschieden | ausgeschieden | 33   |

### Judo
| Athleten            | Wettbewerb        | 1. Runde Round of 64 | 1. Runde Round of 64 | 2. Runde Round of 32 | 2. Runde Round of 32 | Achtelfinale Round of 16 | Achtelfinale Round of 16 | Viertelfinale Quarter Final | Viertelfinale Quarter Final | Hoffnungsrunde Halbfinale Repechage | Hoffnungsrunde Halbfinale Repechage | Halbfinale    | Halbfinale    | Hoffnungsrunde Finale Bronze Medal | Hoffnungsrunde Finale Bronze Medal | Finale        | Finale        | Rang |
| Athleten            | Wettbewerb        | Gegner               | Ergebnis             | Gegner               | Ergebnis             | Gegner                   | Ergebnis                 | Gegner                      | Ergebnis                    | Gegner                              | Ergebnis                            | Gegner        | Ergebnis      | Gegner                             | Ergebnis                           | Gegner        | Ergebnis      | Rang |
| ------------------- | ----------------- | -------------------- | -------------------- | -------------------- | -------------------- | ------------------------ | ------------------------ | --------------------------- | --------------------------- | ----------------------------------- | ----------------------------------- | ------------- | ------------- | ---------------------------------- | ---------------------------------- | ------------- | ------------- | ---- |
| Frauen              |                   |                      |                      |                      |                      |                          |                          |                             |                             |                                     |                                     |               |               |                                    |                                    |               |               |      |
| Alice Schlesinger   | Klasse bis 63 kg  | –                    | –                    | Freilos              | Freilos              | Hilde Drexler            | 001:0002                 | Urška Žolnir                | 000:110                     | ausgeschieden                       | ausgeschieden                       | Gévrise Émane | 0002:001      | ausgeschieden                      | ausgeschieden                      | ausgeschieden | ausgeschieden | 7    |
| Männer              |                   |                      |                      |                      |                      |                          |                          |                             |                             |                                     |                                     |               |               |                                    |                                    |               |               |      |
| Artiom Arshansky    | Klasse bis 60 kg  | Freilos              | Freilos              | Jeroen Mooren        | 0001:0001            | Hiroaki Hiraoka          | 000:012                  | ausgeschieden               | ausgeschieden               | ausgeschieden                       | ausgeschieden                       | ausgeschieden | ausgeschieden | ausgeschieden                      | ausgeschieden                      | ausgeschieden | ausgeschieden | 9    |
| Golan Pollack       | Klasse bis 66 kg  | David Larose         | 000:0011             | ausgeschieden        | ausgeschieden        | ausgeschieden            | ausgeschieden            | ausgeschieden               | ausgeschieden               | ausgeschieden                       | ausgeschieden                       | ausgeschieden | ausgeschieden | ausgeschieden                      | ausgeschieden                      | ausgeschieden | ausgeschieden | 33   |
| Sosso Palelaschwili | Klasse bis 73 kg  | Freilos              | Freilos              | Sezer Huysuz         | 0101:000             | Riki Nakaya              | 000:101                  | ausgeschieden               | ausgeschieden               | ausgeschieden                       | ausgeschieden                       | ausgeschieden | ausgeschieden | ausgeschieden                      | ausgeschieden                      | ausgeschieden | ausgeschieden | 9    |
| Ariel Zeevi         | Klasse bis 100 kg | –                    | –                    | Dimitri Peters       | 000:100              | ausgeschieden            | ausgeschieden            | ausgeschieden               | ausgeschieden               | ausgeschieden                       | ausgeschieden                       | ausgeschieden | ausgeschieden | ausgeschieden                      | ausgeschieden                      | ausgeschieden | ausgeschieden | 17   |

### Leichtathletik
Laufen und Gehen
| Athleten       | Wettbewerb | Vorlauf | Vorlauf | Halbfinale    | Halbfinale    | Finale        | Finale        | Rang |
| Athleten       | Wettbewerb | Zeit    | Rang    | Zeit          | Rang          | Zeit          | Rang          | Rang |
| -------------- | ---------- | ------- | ------- | ------------- | ------------- | ------------- | ------------- | ---- |
| Männer         |            |         |         |               |               |               |               |      |
| Donald Sanford | 400 m      | 45,71 s | 5       | ausgeschieden | ausgeschieden | ausgeschieden | ausgeschieden | 26   |
| Zohar Zemiro   | Marathon   | –       | –       | –             | –             | 2:34:59 h     | 81            | 81   |

Springen und Werfen
| Athleten         | Wettbewerb     | Qualifikation | Qualifikation | Finale        | Finale        | Rang |
| Athleten         | Wettbewerb     | Weite/Höhe    | Rang          | Weite/Höhe    | Rang          | Rang |
| ---------------- | -------------- | ------------- | ------------- | ------------- | ------------- | ---- |
| Frauen           |                |               |               |               |               |      |
| Jillian Schwartz | Stabhochsprung | 4,40 m        | 18            | ausgeschieden | ausgeschieden | 18   |

### Schießen
| Athleten       | Wettbewerb                | Qualifikation | Qualifikation | Finale        | Finale        | Ringe | Rang |
| Athleten       | Wettbewerb                | Ringe         | Rang          | Ringe         | Rang          | Ringe | Rang |
| -------------- | ------------------------- | ------------- | ------------- | ------------- | ------------- | ----- | ---- |
| Männer         |                           |               |               |               |               |       |      |
| Sergey Richter | Luftgewehr 10 m           | 595           | 9             | ausgeschieden | ausgeschieden | 595   | 9    |
| Sergey Richter | Kleinkaliber liegend 50 m | 587           | 44            | ausgeschieden | ausgeschieden | 587   | 44   |

### Schwimmen
| Athleten              | Wettbewerb          | Vorlauf             | Vorlauf             | Halbfinale          | Halbfinale          | Finale              | Finale              | Rang                |
| Athleten              | Wettbewerb          | Zeit                | Rang                | Zeit                | Rang                | Zeit                | Rang                | Rang                |
| --------------------- | ------------------- | ------------------- | ------------------- | ------------------- | ------------------- | ------------------- | ------------------- | ------------------- |
| Frauen                |                     |                     |                     |                     |                     |                     |                     |                     |
| Amit Ivry             | 100 m Schmetterling | 58,78 s             | 7                   | ausgeschieden       | ausgeschieden       | ausgeschieden       | ausgeschieden       | 18                  |
| Amit Ivry             | 200 m Lagen         | 2:13,29 min         | 5                   | 2:13,31 min         | 6                   | ausgeschieden       | ausgeschieden       | 13                  |
| Männer                |                     |                     |                     |                     |                     |                     |                     |                     |
| Nimrod Shapira Bar-Or | 200 m Freistil      | 1:48,60 min         | 2                   | ausgeschieden       | ausgeschieden       | ausgeschieden       | ausgeschieden       | 21                  |
| Gal Nevo              | 200 m Schmetterling | 1:59,98 min         | 1                   | ausgeschieden       | ausgeschieden       | ausgeschieden       | ausgeschieden       | 32                  |
| Imri Ganiel           | 100 m Brust         | 1:02,07 min         | 6                   | ausgeschieden       | ausgeschieden       | ausgeschieden       | ausgeschieden       | 32                  |
| Jonatan Kopelev       | 100 m Rücken        | nicht teilgenommen* | nicht teilgenommen* | nicht teilgenommen* | nicht teilgenommen* | nicht teilgenommen* | nicht teilgenommen* | nicht teilgenommen* |
| Yakov Toumarkin       | 100 m Rücken        | 54,91 s             | 6                   | ausgeschieden       | ausgeschieden       | ausgeschieden       | ausgeschieden       | 24                  |
| Yakov Toumarkin       | 200 m Rücken        | 1:57,33 min         | 3                   | 1:57,33 min         | 5                   | 1:57,62 min         | 7                   | 7                   |
| Gal Nevo              | 200 m Lagen         | 1:59,56 min         | 5                   | 1:59,17 min         | 4                   | ausgeschieden       | ausgeschieden       | 10                  |
| Gal Nevo              | 400 m Lagen         | 4:14,77 min         | 3                   | –                   | –                   | ausgeschieden       | ausgeschieden       | 10                  |

* Der ursprünglich nominierte Jonatan Kopelev, frisch gekürter Schwimmeuropameister über 50 m Rücken, konnte aufgrund einer Blinddarmoperation nicht teilnehmen.

### Segeln
Fleet Race
| Athleten                | Wettbewerb      | Qualifikation | Qualifikation | Medal Race    | Medal Race    | Punkte | Rang |
| Athleten                | Wettbewerb      | Punkte        | Rang          | Punkte        | Rang          | Punkte | Rang |
| ----------------------- | --------------- | ------------- | ------------- | ------------- | ------------- | ------ | ---- |
| Frauen                  |                 |               |               |               |               |        |      |
| Lee Korzits             | Windsurfen RS:X | 38            | 2             | 18            | 9             | 56     | 6    |
| Nufar Edelman           | Laser Radial    | 237           | 30            | ausgeschieden | ausgeschieden | 237    | 30   |
| Vered Buskila Gil Cohen | 470er           | 105           | 15            | ausgeschieden | ausgeschieden | 105    | 15   |
| Männer                  |                 |               |               |               |               |        |      |
| Shahar Zubari           | Windsurfen RS:X | 155           | 19            | ausgeschieden | ausgeschieden | 155    | 19   |
| Gideon Kliger Eran Sela | 470er           | 112           | 15            | ausgeschieden | ausgeschieden | 112    | 15   |

### Synchronschwimmen
| Athletinnen                    | Wettbewerb | Qualifikation     | Qualifikation     | Qualifikation  | Qualifikation  | Qualifikation | Qualifikation | Finale         | Finale         | Finale           | Finale           |
| Athletinnen                    | Wettbewerb | Technische Kür TK | Technische Kür TK | Freie Kür FK-Q | Freie Kür FK-Q | Gesamt        | Gesamt        | Freie Kür FK-F | Freie Kür FK-F | Gesamt TK + FK-F | Gesamt TK + FK-F |
| Athletinnen                    | Wettbewerb | Punkte            | Rang              | Punkte         | Rang           | Punkte        | Rang          | Punkte         | Rang           | Punkte           | Rang             |
| ------------------------------ | ---------- | ----------------- | ----------------- | -------------- | -------------- | ------------- | ------------- | -------------- | -------------- | ---------------- | ---------------- |
| Frauen                         |            |                   |                   |                |                |               |               |                |                |                  |                  |
| Anastasia Gloushkov Inna Yoffe | Duett      | 83,400            | 17                | 83,520         | 18             | 166,920       | 17            | ausgeschieden  | ausgeschieden  | ausgeschieden    | 17               |

### Tennis
| Athleten                 | Wettbewerb | 1. Runde                     | 1. Runde   | 2. Runde      | 2. Runde      | Achtelfinale                     | Achtelfinale   | Viertelfinale        | Viertelfinale | Halbfinale    | Halbfinale    | Finale        | Finale        |
| Athleten                 | Wettbewerb | Gegner                       | Ergebnis   | Gegner        | Ergebnis      | Gegner                           | Ergebnis       | Gegner               | Ergebnis      | Gegner        | Ergebnis      | Gegner        | Ergebnis      |
| ------------------------ | ---------- | ---------------------------- | ---------- | ------------- | ------------- | -------------------------------- | -------------- | -------------------- | ------------- | ------------- | ------------- | ------------- | ------------- |
| Frauen                   |            |                              |            |               |               |                                  |                |                      |               |               |               |               |               |
| Shahar Peer              | Einzel     | Marija Scharapowa            | 2:6, 0:6   | ausgeschieden | ausgeschieden | ausgeschieden                    | ausgeschieden  | ausgeschieden        | ausgeschieden | ausgeschieden | ausgeschieden | ausgeschieden | ausgeschieden |
| Männer                   |            |                              |            |               |               |                                  |                |                      |               |               |               |               |               |
| Jonathan Erlich Andy Ram | Doppel     | Marcel Granollers Marc López | 7:65, 7:63 | –             | –             | Roger Federer Stanislas Wawrinka | 1:6, 7:65, 6:3 | Bob Bryan Mike Bryan | 6:74, 6:710   | ausgeschieden | ausgeschieden | ausgeschieden | ausgeschieden |

### Turnen

#### Gerätturnen
| Athleten           | Wettbewerb       | Qualifikation | Qualifikation | Finale        | Finale        | Rang |
| Athleten           | Wettbewerb       | Punkte        | Rang          | Punkte        | Rang          | Rang |
| ------------------ | ---------------- | ------------- | ------------- | ------------- | ------------- | ---- |
| Frauen             |                  |               |               |               |               |      |
| Valeriia Maksiuta  | Mehrkampf Einzel | 45,699        | 59            | ausgeschieden | ausgeschieden | 59   |
| Männer             |                  |               |               |               |               |      |
| Felix Aronovich    | Mehrkampf Einzel | 83,199        | 32            | ausgeschieden | ausgeschieden | 32   |
| Alexander Shatilov | Mehrkampf Einzel | 89,032        | 12            | 88,432        | 12            | 12   |
| Alexander Shatilov | Boden            | 15,633        | 4             | 15,333        | 6             | 6    |

#### Rhythmische Sportgymnastik
| Athletinnen                                                                                   | Wettbewerb           | Qualifikation | Qualifikation | Finale  | Finale | Rang |
| Athletinnen                                                                                   | Wettbewerb           | Punkte        | Rang          | Punkte  | Rang   | Rang |
| --------------------------------------------------------------------------------------------- | -------------------- | ------------- | ------------- | ------- | ------ | ---- |
| Frauen                                                                                        |                      |               |               |         |        |      |
| Neta Rivkin                                                                                   | Mehrkampf Einzel     | 108,900       | 9             | 109,000 | 7      | 7    |
| Moran Buzovski Viktoriya Koshel Noa Palatchy Marina Shults Polina Zakaluzny Eliora Zholkovski | Mehrkampf Mannschaft | 51,875        | 9             | 53,400  | 8      | 8    |